# Chamaita semifasciata
Chamaita semifasciata là một loài bướm đêm thuộc phân họ Arctiinae, họ Erebidae.